# Kolodjasne
Das Dorf Kolodjasne (ukrainisch Колодязне; russisch Колодезное/Kolodesnoje) befindet sich im Rajon Krasnohwardijske auf der Krim in der Ukraine. Das Dorf bis 1945 Tschonograw (Чонрав, krimtatarisch: Çoñrav) und war von Russlandmennoniten besiedelt.

## Geschichte
Das Dorf wurde von in den 1890er Jahren 10 km südlich von Karassan gegründet. Die Siedler kamen aus dem Dorf Blumenfeld. Tschonograw wurde dafür bekannt, dass sich hier seit 1918 die einzige Bibelschule der Mennoniten in Russland befand. Das Gebäude der Bibelschule ist nicht erhalten, doch das Haus Gerhard Wiens, das heute der Dorfverwaltung dient.

## Nachweise
- Rudy P. Friesen, Edith Elisabeth Friesen: Bauwerke der Vergangenheit: mennonitische Architektur, Landschaft und Siedlungen in Russland/Ukraine. Tweeback, Bonn 2016, S. 469.

Koordinaten: 45° 14′ N, 34° 20′ O